# Harmonin (Protein)
Harmonin ist ein Gerüstprotein, welches nahezu in allen Zellen vorkommt. Es ist beteiligt an der Bildung von spezifischen Proteinkomplexen, insbesondere mit Zelladhäsionsmolekülen in Sinneszellen. Mutationen im Gen von Harmonin verursachen eine Form des Usher-Syndroms, der häufigsten Ursache von erblicher Blind-Taubheit, aber auch eine rezessive, autosomale und nichtsyndromische Taubheit (DFNB18). Identifiziert wurde das Gen
für Harmonin ursprünglich als Autoimmun-Antigen bei sowohl Darmkrebspatienten als auch bei Fällen von X-Chromosom-gekoppelter Autoimmun Enteropathie (AIE). Dadurch wird
die humane Isoform Harmonin a1 in der Literatur bisweilen auch mit den Namen PDZ-73 respektive AIE-75 bezeichnet.
Bedingt durch alternatives Splicing kommt Harmonin in mehreren Isoformen vor. Die entstehenden Isoformen von Harmonin werden durch ihre Proteindomänen charakterisiert und dementsprechend in drei Isoform-Subtyp-Gruppen a, b und c unterteilt.

## Aufbau
Die Harmonin-Isoformen besitzen als herausragendes Merkmal zwei bis drei so genannte PDZ-Domänen. Proteine, die PDZ-Domänen enthalten, sind in der Regel in vivo als so genannte „scaffold proteins“, also Gerüstproteine, Grundlage für die Organisation von größeren Proteinkomplexen an spezifischen, subzellulären Kompartimenten. Eine solche Gerüstfunktion auch
für Harmonin antizipierend, wurde dieses nach dem griechischen Wort „harmonia“ (d. h. „Einigung“, „Eintracht“) benannt, welches von „harmozein“ (= zusammenpassen) abgeleitet ist. Alle Harmonin-Isoformen besitzen am N-terminalen Abschnitt zwei PDZ-Domänen (PDZ-1 und PDZ-2). Harmonin a und b besitzen noch eine weitere PDZ-Domäne am C-terminalen
Ende (PDZ-3).
Hinter der zweiten PDZ-Domäne befindet sich bei allen Isoformen eine Coiled-Coil-Domäne mit unbekannter Funktion. Ihre wesentliche Aufgabe besteht vermutlich darin, Abstände
zwischen zwei Punkten zu definieren.
Eine zweite etwas kürzere Coiled-Coil-Domäne besitzt Harmonin b, gefolgt von einer PST-Region. Die Buchstaben PST stehen für die Aminosäuren Prolin, Serin und Threonin, welche vermehrt in dieser Region vorkommen. Es wurde gezeigt, dass diese PST-Region fibruläres Aktin bündeln kann und auch gegen spaltende Substanzen schützt.

## Expression
Harmonin wird in sehr vielen Geweben exprimiert und existiert dabei in verschiedenen Isoformen,
welche durch alternatives Splicing des Produkts vom USH1C-Gen entstehen. Dieses
Gen liegt beim Menschen auf dem Genlocus 11p15.2-p14. Es besteht aus 20 konstitutiven Exons und acht alternativen Exons, wodurch mindestens neun Harmonin-Isoformen exprimiert werden können. Die entstehenden Isoformen von Harmonin werden durch ihre Proteindomänen charakterisiert und dementsprechend in drei Isoform-Subtyp-Gruppen a, b und c unterteilt. Die Isoformen werden gewebespezisch exprimiert, beispielsweise kommt Harmonin b nur in Photorezeptorzellen der Netzhaut und in Haarzellen des Innenohrs vor.

## Funktion
Harmonin interagiert mit einer Vielzahl von Proteinen. An erster Stelle interagiert Harmonin mit anderen Usher-Syndrom-Proteinen: An PDZ-1 bindet Myosin VIIa, SANS, Usherin und NBC3; an PDZ-2 bindet Cadherin 23 und Protocadherin 15. Das Gerüstprotein Harmonin verbindet also die einzelnen Usher-Syndrom-Proteine und dürfte so eine Schlüsselposition einnehmen, da es auch mit Aktin interagieren kann. Harmonin kann also eine Verbindung zwischen Cytoskelett und Membranproteinen herstellen. Man vermutet, dass Harmonin eine gewichtige Rolle bei der Membranpositionierung von diesen Proteinen an Synapsen und reizaufnehmenden Strukturen von Sinneszellen hat. Diese Komplexe könnten bei der Neurotransmission und der synaptischen Plastizität beteiligt sein.
Ebenfalls an die erste PDZ-Domäne bindet das Protein HARP („Harmonin-interacting Ankyrin Repeat-containing Protein“), ein Protein mit großer Ähnlichkeit zu SANS, welches in der Niere und im Pankreas vorkommt. Mit PDZ-1 interagiert ferner ein Protein namens MCC2 („Mutated in Colon Cancer-2“), ein Protein mit großer Homologie zu dem Tumorsuppressor MCC, von dem es seinen Namen erhielt, sowie der GTPase-Regulator DOCK4. Diese Interaktionen, welche vermutlich in keinem Zusammenhang mit dem Usher-Syndrom stehen, weisen auf die weiteren Funktionen von Harmonin in Geweben hin, die nicht vom Usher-Syndrom betroffen sind. Auch hier dürfte die Rolle als Gerüstprotein gegeben sein.